# Marie-Philip Poulin
Marie-Philip Poulin (* 28. März 1991 in Beauceville, Québec) ist eine kanadische Eishockeyspielerin, die der kanadischen Frauennationalmannschaft angehört und seit 2023 bei den Victoire de Montréal aus der Professional Women’s Hockey League unter Vertrag steht. In ihrer Heimat wird sie aufgrund ihrer Spielweise und ihrer frühen Erfolge als „Sidney Crosby des Fraueneishockeys“ bezeichnet.
Als dreimalige Olympiasiegerin und viermalige Weltmeisterin erzielte Poulin bei drei von vier Olympischen Spielen, an denen sie teilnahm (2010, 2014 und 2022), das entscheidende Tor in den Spielen um die Goldmedaille. Für diese Leistung wird sie von ihren Teamkollegen und den Medien „Captain Clutch“ genannt. Auch bei der Frauen-Weltmeisterschaft 2021 erzielte sie das spielentscheidende Tor im Finale. Seit 2015 ist sie Kapitänin der kanadischen Nationalmannschaft und führte diese in dieser Zeit zu einer Silbermedaille bei den Olympischen Winterspielen 2018 und einer Goldmedaille bei den Olympischen Winterspielen 2022. Sie ist die erste Eishockeyspielerin, die den Northern Star Award als Kanadas beste Sportlerin des Jahres gewonnen hat, und die zweite, die den Bobbie Rosenfeld Award als Sportlerin des Jahres der Canadian Press erhalten hat. Sie gilt als eine der beste Eishockeyspielerinnen aller Zeiten.

## Karriere
Marie-Philip Poulin begann im Alter von vier Jahren mit Eiskunstlauf, wollte aber zwei Jahre später genauso wie ihr Bruder Pier-Alexandre Eishockey spielen. 2005 und 2007 nahm sie mit dem Team Quebec an den nationalen U18-Meisterschaften teil, sowie 2007 für die Provinz Quebec an den Canada Winter Games. Anschließend war sie zwei Jahre lang für die Stars de Montréal aus der Canadian Women’s Hockey League aktiv und gewann mit diesen im März 2009 den Clarkson Cup, die Meisterschaftstrophäe der CWHL. Während der Saison 2009/10 setzte sie vom Liga-Spielbetrieb aus und nahm an der zentralisierten Vorbereitung des Team Canada für die Olympischen Winterspiele 2010 teil. In dieser Zeit wohnte sie mit Kim St-Pierre, Caroline Ouellette und Charline Labonté zusammen, die für sie nicht nur sportliche, sondern auch persönliche Mentoren wurden.

### Erfolge in der NCAA und CWHL

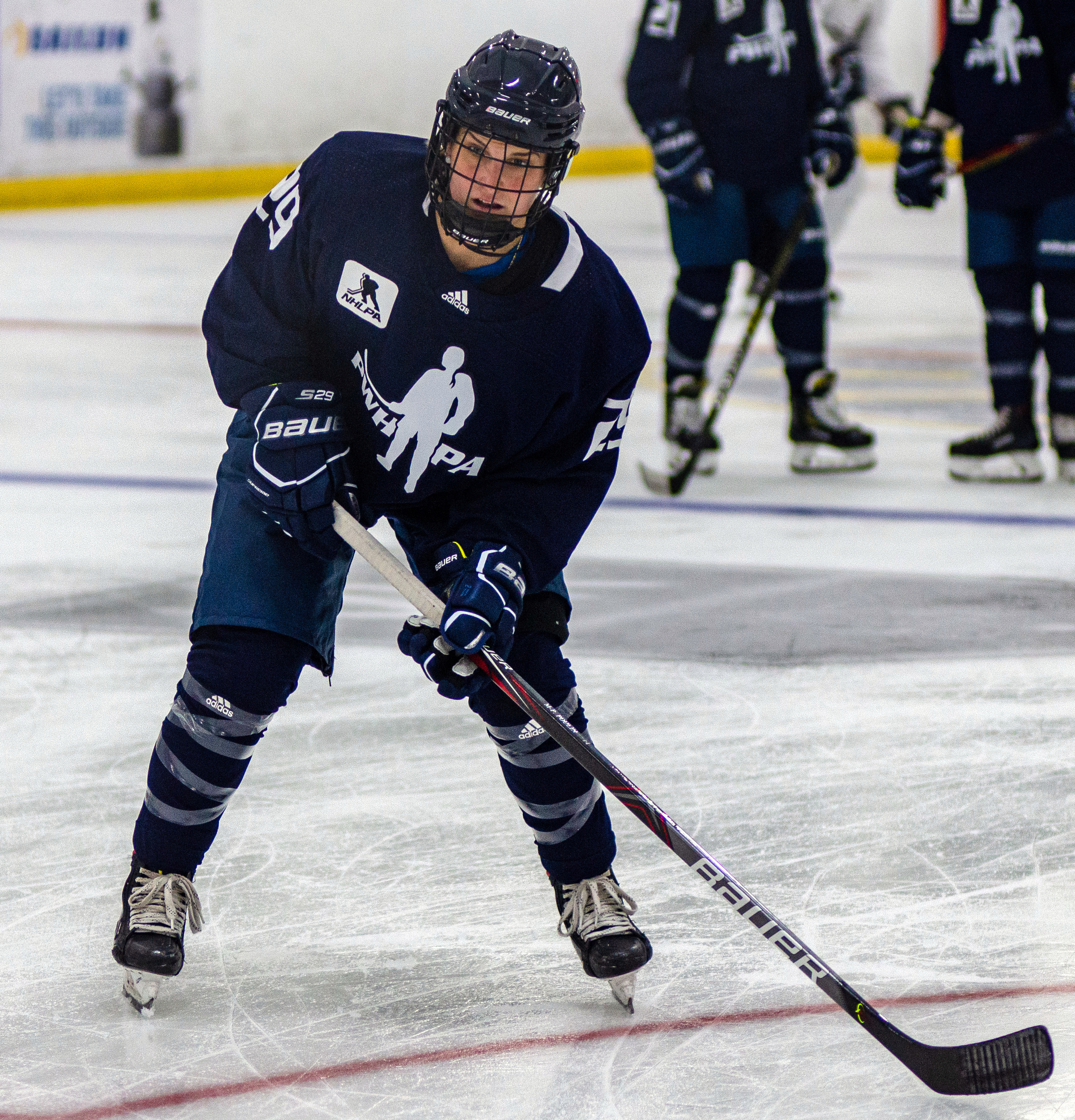
Marie-Philip Poulin im Trikot der PWHPA

2010 nahm Poulin ein Psychologiestudium an der Boston University auf und spielte parallel für deren Eishockeyteam, die Terriers, in der Hockey East. Schon in ihrer ersten Saison dort erhielt sie als Freshman viele persönliche Auszeichnungen und wurde als erste Spielerin der Terriers als Hockey East Rookie of the Year ausgezeichnet. Zudem wurde sie für den Patty Kazmaier Memorial Award nominiert.
In der folgenden Spielzeit verpasste Poulin 18 Spiele aufgrund einer Verletzung. Sowohl 2011, als auch 2013 erreichte sie mit den Boston Terriers das Finale des NCAA Frozen Four und wurde 2013 in mehrere All-Star-Teams von Hockey East und der NCAA gewählt.
Zwischen 2015 und 2019 war sie für Les Canadiennes de Montréal in der CWHL aktiv und gewann mit diesen 2017 ihren zweiten Clarkson Cup. Zudem wurde sie zweimal mit dem Angela James Bowl als Topscorerin der Liga, mehrfach als Most Valuable Player und mit dem Jayna Hefford Award ausgezeichnet. 2019 löste sich die CWHL auf und Poulin trat der Professional Women’s Hockey Players Association (PWHPA) bei, für deren Montreal-Charter sie bei Promotionsspielen (Dream gap Tour) aktiv war. 2023 gewann sie mit dem Team Harvey’s der PWHPA den Secret Cup. Nach Übernahme der Premier Hockey Federation durch neue Investoren unterzeichnete Poulin im September 2023 einen Vertrag beim Team PWHL Montreal.

### International

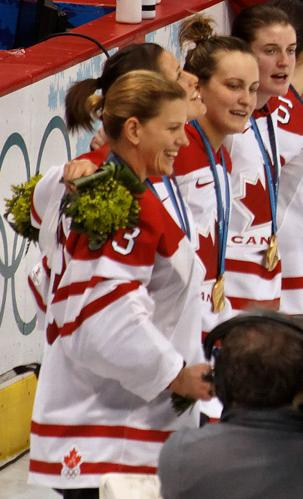
Poulin (2. v.r.) bei der Siegerehrung der Olympischen Winterspiele 2010

Poulin begann ihre internationale Karriere im U18-Nationalteam, mit dem sie zwei Silbermedaillen bei U18-Frauen-Weltmeisterschaften gewann. Dabei war sie beim U18-Turnier 2008 mit 14 Punkten Topscorerin des Turniers und wurde als beste Stürmerin ausgezeichnet. 2009 debütierte sie in der Nationalmannschaft der Frauen und nahm an der Weltmeisterschaft 2009 teil. Dabei gewann sie mit dem Nationalteam die Silbermedaille.
2010 gewann sie – mit 18 Jahren war sie die jüngste Spielerin ihres Teams – mit dem Nationalteam die Goldmedaille bei den Olympischen Winterspielen in Vancouver. Zu diesem Erfolg trug sie fünf Tore und zwei Torvorlagen bei, wobei sie im Finale gegen die USA die beiden einzigen Treffer erzielte. In Würdigung der gezeigten Leistungen wurde sie in das All-Star-Team des Turniers gewählt.
2011 gewann sie mit dem Team Canada eine weitere Silbermedaille bei der Weltmeisterschaft, bei der Weltmeisterschaft ein Jahr später die Goldmedaille. Bei den Welttitelkämpfen 2013 brillierte Poulin mit 12 Scorerpunkten aus 5 Spielen, war damit Topscorerin des Turniers und wurde folgerichtig als Wertvollste Spielerin und Beste Stürmerin ausgezeichnet sowie in das All-Star-Team gewählt. Am 20. Februar 2014 erzielte sie im olympischen Finale gegen die USA zwei Tore für das Team Canada und erreichte mit diesem den erneuten Olympiasieg.
Poulin wurde im Vorfeld der Frauen-Weltmeisterschaft 2015 zur Mannschaftskapitänin ernannt. Sie erzielte im Laufe des Turniers 2015 sechs Punkte, darunter ein Tor im Finalspiel, das letztlich gegen das Team USA mit 5:7 verloren ging. Bei den zwei folgenden Weltmeisterschaften 2016 und 2017 gewann Poulin mit der kanadischen Auswahl jeweils die Silbermedaille. Ihre dritten Olympischen Winterspiele bestritt sie 2018 in Südkorea, erzielte sechs Scorerpunkte, davon ein Tor im Finalspiel gegen die USA, und belegte mit dem Nationalteam den Silberrang.
Aufgrund einer Knieverletzung schied Poulin bei der Weltmeisterschaft 2019 vorzeitig aus, nachdem sie weniger als fünf Minuten gespielt hatte und kam im Turnierverlauf nicht mehr zum Einsatz. Ohne Poulin unterlag das kanadische Team im Halbfinale Finnland und verpasste damit zum ersten Mal in der Geschichte des Wettbewerbs das Finalspiel um die Goldmedaille.
Nach einer langen verletzungsbedingten Abwesenheit vom Eis und der Absage der Weltmeisterschaft 2020 aufgrund der COVID-19-Pandemie kehrte Poulin im Mai 2021 im Rahmen einer PWHPA-Veranstaltung aufs Eis zurück. Bei der Weltmeisterschaft 2021, die in Calgary ausgetragen wurde, erlitt Poulin während der Vorrunde eine Verletzung. Erst im Halbfinale gegen die Schweiz kehrte sie aufs Eis zurück und erzielte ein Tor. Im Finale gegen die Vereinigten Staaten erzielte Poulin in der Verlängerung das spielentscheidende Tor. Damit gewann Kanada erstmals seit 2012 wieder die Goldmedaille.
Ihre drei spielentscheidenden Tore (Golden Goals) in Finalspielen bei großen Turnieren übertrafen die Leistungen anderer Spieler im internationalen Eishockey bei weitem.
Im Januar 2022 wurde Poulin für den kanadischen Olympiakader nominiert. Zudem wurde sie neben dem Shorttracker Charles Hamelin als kanadische Fahnenträgerin bei der Eröffnungsfeier ausgewählt. Poulin erzielte während des olympischen Turniers 17 Scorepunkte (6 Tore und 11 Assists), erreichte damit einen Karriere-Höchstwert und krönte ihre Leistung mit zwei Toren beim 3:2-Sieg Kanadas über die Vereinigten Staaten im Finalspiel. Sie ist damit die einzige Spielerin in der Geschichte – ob männlich oder weiblich – die bei vier Olympischen Endspielen in Folge ein Tore erzielte. Insgesamt schoss Poulin in ihren vier Olympia-Finalspielen sieben Tore. Bei der Frauen-Weltmeisterschaft im August 2022 führte Poulin das Team Kanada zu seinem dritten großen Titelgewinn innerhalb von zwölf Monaten. Im Oktober 2022 kürte der kanadische Sportsender TSN Poulin zur „besten Eishockeyspielerin der Welt“ und fügte hinzu: „Es lässt sich nicht leugnen, dass Poulin die beste Spielerin der Welt ist; die Debatte ist, ob sie die beste aller Zeiten ist.“ Weitere Ehrungen folgten bis zum Jahresende, als sie den Northern Star Award als Kanadas beste Athletin des Jahres 2022 und von der Canadian Press den Bobbie Rosenfeld Award als Sportlerin des Jahres erhielt.
Am 22. Februar 2023 erzielte Poulin ihren 200. Punkt für das Team Kanada in einem Testspiel gegen die Vereinigten Staaten. Sie ist damit die fünfte kanadische Nationalspielerin, die diesen Wert erreicht hat. Zwei Monate später erzielte Poulin im zweiten Vorrundenspiel der Weltmeisterschaft 2023 ihr 100. Tor für das Team Canada und war damit die vierte kanadische Spielerin, die diese Marke erreichte.

## Erfolge und Auszeichnungen
- 2021 Hockey Canada Isobel Gathorne-Hardy Award[28]
- 2022 Northern Star Award[24]
- 2022 Bobbie Rosenfeld Award[25]
- 2024 Ordre national du Québec

### CWHL
- 2008 CWHL Outstanding Rookie
- 2008 CWHL All-Rookie Team
- 2008 CWHL Eastern All Stars
- 2009 Gewinn des Clarkson Cups mit den Stars de Montréal
- 2016 Angela James Bowl (Topscorerin der CWHL)
- 2016 Most Valuable Player der CWHL
- 2016 Jayna Hefford Trophy
- 2017 Gewinn des Clarkson Cups mit Les Canadiennes de Montréal
- 2017 Angela James Bowl (gemeinsam mit Jess Jones)
- 2017 Most Valuable Player der CWHL
- 2017 Jayna Hefford Trophy
- 2019 Angela James Bowl
- 2019 Most Valuable Player der CWHL
- 2019 Jayna Hefford Trophy

### NCAA
- 2011 Nominiert für den Patty Kazmaier Memorial Award[29]
- 2011 Hockey East All-Rookie Team
- 2011 Hockey East Rookie of the Year
- 2011 New England Women’s Division I All-Star Team
- 2012 Hockey East All-Tournament Team
- 2013 Hockey East First Team All-Star
- 2013 New England Division I All-Star
- 2013 Frozen Four All-Tournament Team
- 2013 Hockey East All-Tournament Team
- 2015 Hockey East First Team All-Star
- 2015 CCM Hockey Women's Division I All-Americans, First Team

### PWHL
- 2024 First All-Star-Team[30]
- 2025 Topscorerin,[31] Stürmerin des Jahres und First All-Star-Team[32]
- 2025 Billie Jean King Most Valuable Player (MVP)

### International
- 2008 Silbermedaille bei der U18-Frauen-Weltmeisterschaft
- 2008 Beste Stürmerin und Topscorerin der U18-Frauen-Weltmeisterschaft
- 2009 Silbermedaille bei der U18-Frauen-Weltmeisterschaft
- 2009 Silbermedaille bei der Weltmeisterschaft
- 2010 Goldmedaille bei den Olympischen Winterspielen
- 2010 All-Star-Team der Olympischen Winterspiele
- 2011 Silbermedaille bei der Weltmeisterschaft
- 2012 Goldmedaille bei der Weltmeisterschaft
- 2013 Silbermedaille bei der Weltmeisterschaft
- 2013 Wertvollste Spielerin und beste Stürmerin der Weltmeisterschaft
- 2013 All-Star-Team und Topscorerin der Weltmeisterschaft
- 2014 Goldmedaille bei den Olympischen Winterspielen
- 2015 Silbermedaille bei der Weltmeisterschaft
- 2016 Silbermedaille bei der Weltmeisterschaft
- 2017 Silbermedaille bei der Weltmeisterschaft
- 2017 All-Star-Team der Weltmeisterschaft
- 2018 Silbermedaille bei den Olympischen Winterspielen
- 2019 Bronzemedaille bei der Weltmeisterschaft
- 2021 Goldmedaille bei der Weltmeisterschaft
- 2022 Goldmedaille bei den Olympischen Winterspielen
- 2022 All-Star-Team der Olympischen Winterspiele
- 2022 Goldmedaille bei der Weltmeisterschaft
- 2023 Silbermedaille bei der Weltmeisterschaft
- 2023 All-Star-Team der Weltmeisterschaft
- 2024 Goldmedaille bei der Weltmeisterschaft
- 2025 Silbermedaille bei der Weltmeisterschaft
- 2025 Topscorerin und beste Vorlagengeberin der Weltmeisterschaft
- 2025 Wertvollste Spielerin und beste Stürmerin der Weltmeisterschaft
- 2025 All-Star-Team der Weltmeisterschaft
- 2025 IIHF-Spielerin des Jahres[33]

## Karrierestatistik

### International
(Legende zur Spielerstatistik: Sp oder GP = absolvierte Spiele; T oder G = erzielte Tore; V oder A = erzielte Assists; Pkt oder Pts = erzielte Scorerpunkte; SM oder PIM = erhaltene Strafminuten; +/− = Plus/Minus-Bilanz; PP = erzielte Überzahltore; SH = erzielte Unterzahltore; GW = erzielte Siegtore; 1 Play-downs/Relegation; Kursiv: Statistik nicht vollständig)

## Sonstiges
Poulin ist seit 2017 in einer Beziehung mit Laura Stacey, mit der sie sich im Mai 2023 verlobte. Sie heirateten im September 2024.
2024 wurde sie zum Ritter des Ordre national du Québec ernannt.